# Topologia de filtre electrònic

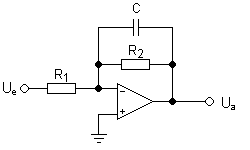
Una topologia de filtre elemental introdueix un condensador a la ruta de retroalimentació d'un amplificador operatiu per aconseguir una implementació activa desequilibrada d'una funció de transferència de pas baix.

La topologia de filtre electrònic defineix circuits de filtre electrònic sense tenir en compte els valors dels components utilitzats, sinó només la manera en què aquests components estan connectats.
El disseny del filtre caracteritza els circuits del filtre principalment per la seva funció de transferència més que per la seva topologia. Les funcions de transferència poden ser lineals o no lineals. Els tipus comuns de funció de transferència de filtre lineal són; passa-alt, passa-baix, passa-banda, rebuig de banda o osca i passa-tot. Un cop escollida la funció de transferència per a un filtre, es pot seleccionar la topologia particular per implementar un filtre prototip de manera que, per exemple, es pugui optar per dissenyar un filtre Butterworth utilitzant la topologia Sallen–Key.
Les topologies de filtre es poden dividir en tipus passius i actius. Les topologies passives es componen exclusivament de components passius: resistències, condensadors i inductors. Les topologies actives també inclouen components actius (com ara transistors, amplificadors operacionals i altres circuits integrats) que requereixen energia. A més, les topologies es poden implementar en forma desequilibrada o bé en forma equilibrada quan s'utilitzen en circuits equilibrats. Les implementacions com ara mescladors electrònics i so estèreo poden requerir matrius de circuits idèntics.

Filtre d'imatge xarxa d'escala desequilibrada. Es tracta d'una xarxa desequilibrada, l'analògic de la xarxa d'escala equilibrada.

## Topologies passives
Els filtres passius han estat durant molt de temps en desenvolupament i ús. La majoria es construeixen a partir de xarxes simples de dos ports anomenades "seccions". No hi ha cap definició formal d'una secció excepte que ha de tenir almenys un component de sèrie i un component de derivació. Les seccions estan connectades invariablement en una topologia "en cascada" o "en cadena", que consisteix en còpies addicionals de la mateixa secció o de seccions completament diferents. Les regles d'impedància en sèrie i paral·lel combinarien dues seccions que consisteixen només en components en sèrie o components de derivació en una sola secció. Diverses classes:
- filtre derivat de la m
- filtre tipus mm'
- Filtre de tipus mn general

## Topologies actives

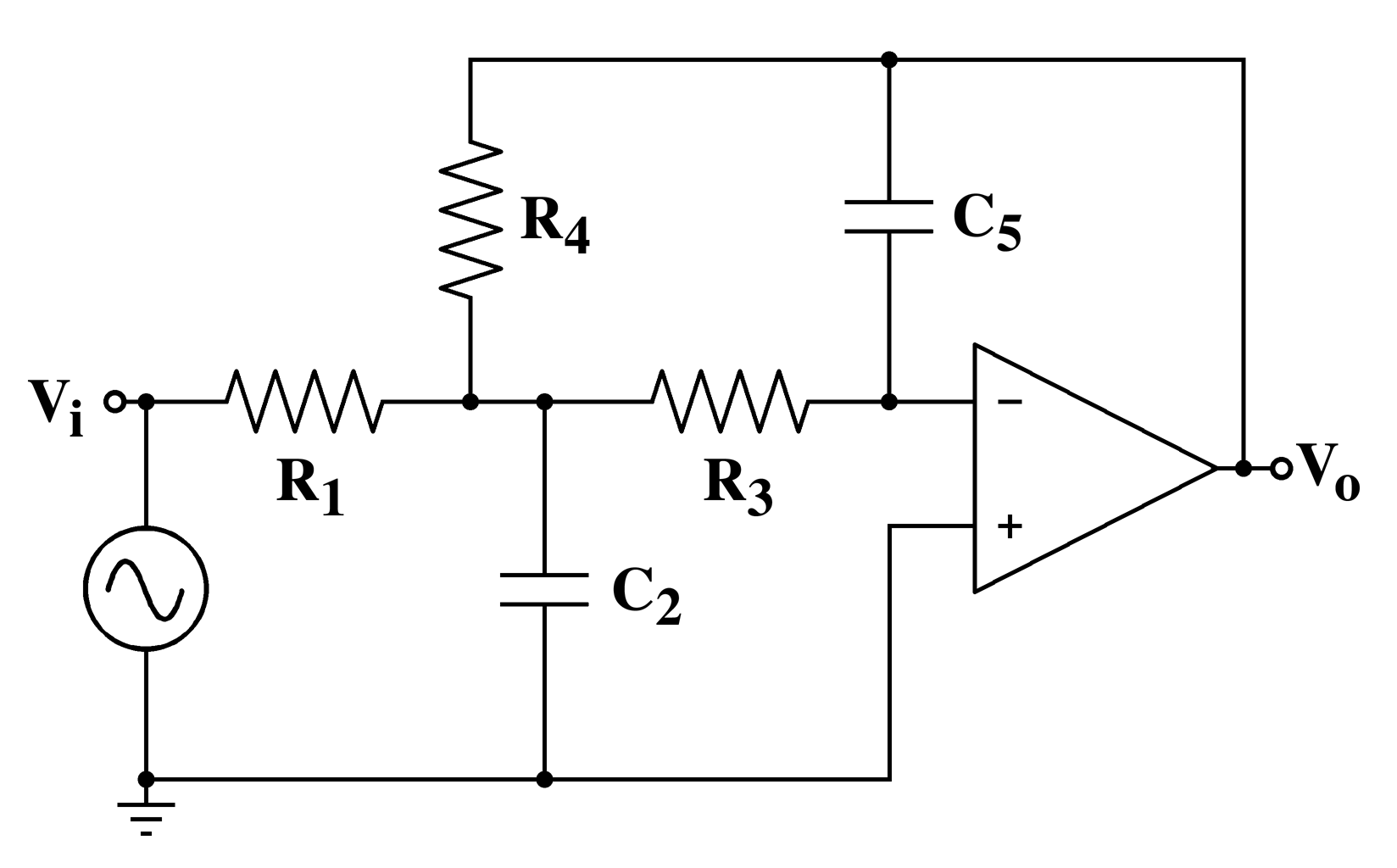
Circuit de topologia de retroalimentació múltiple.

### Topologia de retroalimentació múltiple
La topologia de retroalimentació múltiple és una topologia de filtre electrònic que s'utilitza per implementar un filtre electrònic afegint dos pols a la funció de transferència. A la figura de la dreta es mostra un diagrama de la topologia del circuit per a un filtre de pas baix de segon ordre.

La topologia comuna de filtre biquad Tow-Thomas.

### Topologia de filtre biquad
Un filtre biquad és un tipus de filtre lineal que implementa una funció de transferència que és la relació de dues funcions quadràtiques. El nom biquad és l'abreviatura de biquadratic. Qualsevol topologia de filtre de segon ordre es pot denominar biquad, com ara MFB o Sallen-Key. Tanmateix, també hi ha una topologia "biquad" específica. De vegades també s'anomena circuit "anell de 3".

La topologia genèrica del filtre Sallen–Key

### Topologia Sallen–Key
El disseny Sallen-Key és un filtre de segon ordre no inversor amb l'opció d'alta Q i guany de banda de pas.